# Claus van Bebber
Claus van Bebber (* 18. Dezember 1949) ist seit 1964 als freischaffender Künstler aktiv.

Er beschäftigt sich intermedial mit Musik sowie bildender und darstellender Kunst. Sein musikalisches Schaffen umfasst ein weites Spektrum von komponierter Musik und improvisierter experimenteller Musik.

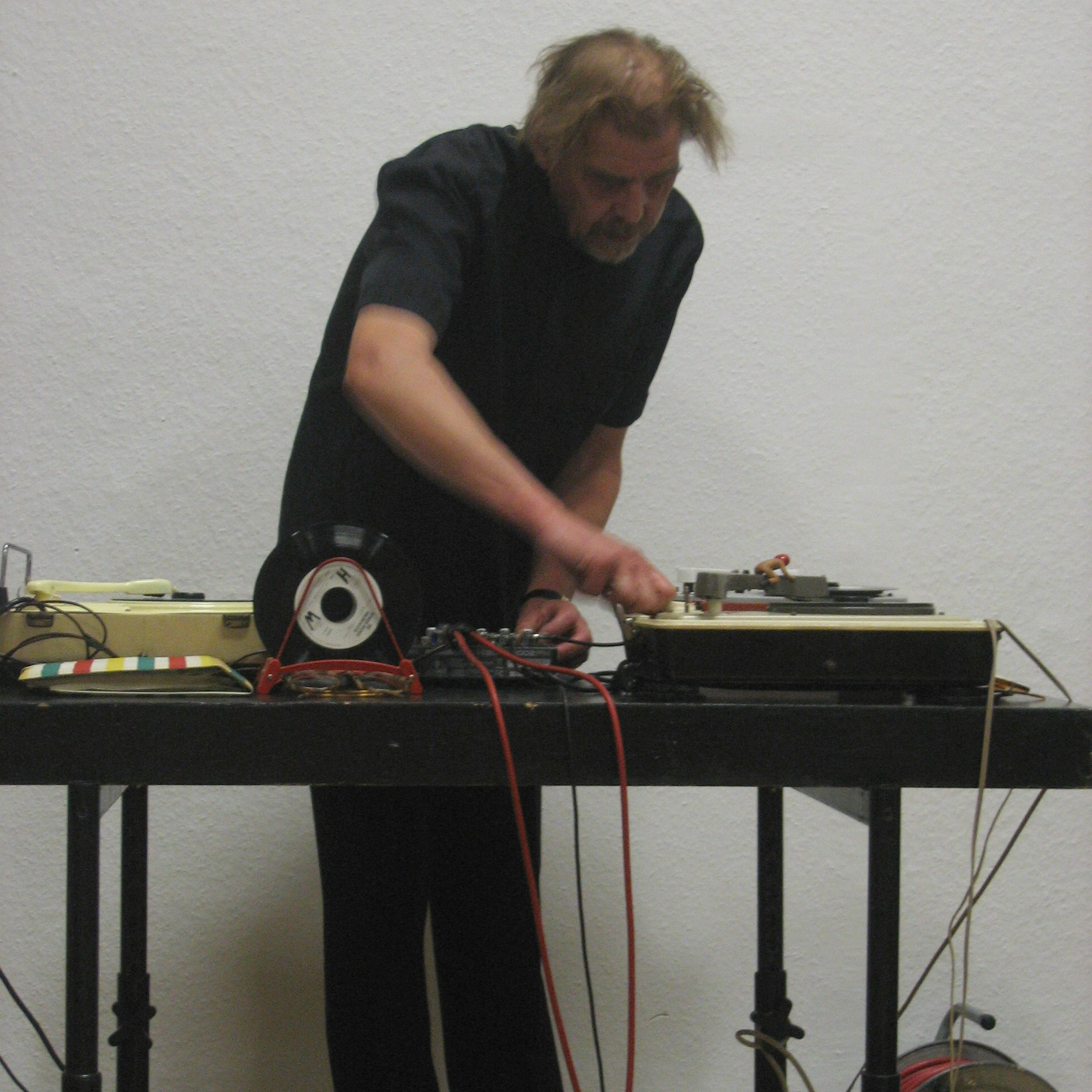
Claus van Bebber, Schallplattenkonzert, Kleve 2007

## Musik und Klang
Die musikalischen Anfänge in den 1960er Jahren waren von Beatmusik geprägt. Ab Mitte der 1970er Jahre hat sich Claus van Bebber als Schlagzeuger mit Free-Jazz und Improvisierter Musik beschäftigt. Regelmäßige Zusammenarbeit gab es im seit 1977 aktiven Trio van Bebber/Schmidt/Thelosen, das auch auf dem Jazzfestival Frankfurt auftrat, sowie Duos mit Burghard Rogalla und Paul Hubweber.
Van Bebber war Mitbegründer der Künstlergruppe Heinrich Mucken, die mit improvisierter und komponierter Musik sowie mit Klangperformances im öffentlichen Raum experimentierte. Die Gruppe existierte bis 1988, Höhepunkt war die Teilnahme an der Documenta 8.
Van Bebber ist Mitglied bei Fineworks, ein improvisierendes Großensemble unter anderem mit Georg Wissel, Carl Ludwig Hübsch, Paul Hubweber, Paul Lytton, Thomas Lehn, Mark Charig, Ute Völker, Uli Böttcher und Christoph Irmer.
Schallplatten gehörten schon in den frühen 1970er Jahren zu seinen Klanginstrumenten, wobei es ihm nicht um die audiophile Wiedergabe konservierter Musik ging, sondern um die klanglichen Eigenschaften der Schallplatte an sich. In einem Gaststipendium der Bielefelder Künstlerinitiative Artists Unlimited verfeinerte er das Konzept der Schallplattenkonzerte. Außerdem stellte er seit dieser Zeit regelmäßig Klang- und Bildobjekte mit Schallplatten her.
In seinen Schallplattenkonzerten werden Schallplatten und Plattenspieler als Klangerzeuger benutzt, jedoch ist in der Regel der originale Inhalt der Schallplatten nicht mehr herauszuhören. Platten werden mit manipulierter Geschwindigkeit gespielt, in Wiederholschleifen gezwungen, mit Klebeband abgeklebt oder nur in der Endrille gespielt. Die Schallplatten bilden so ein Instrumentarium, das ein eigenes Klanguniversum bildet. Van Bebber führt diese Schallplattenkonzerte oft in Kooperation mit anderen Künstlern aus, so z. B. Helmut Lemke, Rolf Glasmeier, Paul Hubweber, Carl Ludwig Hübsch, Jaap Blonk und Paul Lovens.

## Bildnerisches Gestalten
Die Auseinandersetzung mit der Situation vor Ort ist ein wichtiges Anliegen von Claus van Bebber. Dabei entstehen Installationen und Objekte, die durch ihren Bezug zum Umfeld, zum Raum, zu Geschichte des Orts oder zu einem Ausstellungsthema ihre Bedeutung und Wirkung erhalten.
Viele seiner Objekte wirken im musealen Kontext wie archaische Kultgegenstände, mit denen eine rituelle Handlung verbunden scheint.
Von Claus van Bebber gibt es Landschaftsinstallationen, Grabungsobjekte, Holzobjekte und gefundene oder freigelegte Objekte.
Im Jahr 1994 gründete van Bebber zusammen mit anderen Künstlern das Kunstlabor ArToll. ArToll e. V. versteht sich als prozessorientierte Galerie und lädt regelmäßig Künstler ein, dort zu arbeiten und auszustellen.

## Preise und Stipendien
- Kulturpreis der Stadt Kevelaer 1992 für bildende Kunst
- Förderpreis 1992 der Firma Melitta (mit Helmut Lemke und Michael Vorfeld)

Van Bebber war an zahlreichen internationalen Künstlersymposien beteiligt. Er erhielt Stipendien als Gastkünstler bei:
- Artists Unlimited, Bielefeld 1989–1990
- de Fabriek, Eindhoven NL 1993
- Städtische Galerie, Villingen-Schwenningen 1996

Arbeiten von Claus van Bebber sind in privaten und öffentlichen Sammlungen und Museen vertreten:
- Museen der Stadt Lüdenscheid
- Museum Goch
- Kunstarchiv Peter Kerschgens
- Städtische Galerie Villingen-Schwenningen

## Anekdoten
Claus van Bebber wurde früh von zeitgenössischer Kunst inspiriert. So nahm ihn sein Großvater regelmäßig zu den Stallausstellungen der Gebrüder van der Grinten mit. Dort sah Claus van Bebber als 13-Jähriger die später sehr bekannt gewordene Ausstellung Joseph Beuys Fluxus. Diese Ausstellung hat ihn so beeindruckt, dass er zusammen mit seinem jüngeren Bruder Helmut van Bebber und weiteren Kindern aus der Nachbarschaft in den folgenden Osterferien eine eigene Ausstellung Kinderfluxus organisiert hat.
Ein weiterer Kontakt zu Joseph Beuys ergab sich, als dieser das Grabmal der Familie van der Grinten im Keller der Familie van Bebber bildhauerisch bearbeitete. Claus van Bebber schaute dabei zu.

## Diskographie
- TEFITON – SEIDL – CD 2008, mit Erhard Hirt
- Kreisel – CD 2005 mit Michael Vorfeld
- TEFITON – CD 2005 mit Erhard Hirt
- Vinyl + Blech IV – CD 2005 mit Paul Hubweber
- SERIENTÄTERSERIE: reissue of 'Vinyl + Blech I – III', 2005 mit Paul Hubweber
- SERIENTÄTERSERIE: reissue of 'WAN(d)KLANKEN' CD und Booklet 2005 mit Jeanne van Heeswijk
- Fisch zum Frühstück – CD 2004
- Improvisors – CD 2003 mit Carl Ludwig Hübsch, Jaap Blonk
- Klanglabor – CD 2003 mit diversen Künstlern
- Vinyl + Blech – CD 2002 mit Paul Hubweber
- Viny’l’isten – CD 2002 mit Philip Jeck
- Six And More – Way Out – CD 2002 mit Günter Schroth u. a.
- Himmelsleiter – CD 2001
- Barcode Music – CD 2000 mit Günter Schroth, Franziska Quandt
- RUBBED + BLOWN 1999 mit RoN Schmidt
- FIRST FOUR 1999 mit Stephan Froleyks, Lesley Olson und Barbara Hahn
- Vinyl + Blech II – CD 1999 mit Paul Hubweber
- Vinyl + Blech I – CD 1998 mit Paul Hubweber
- Nahe der Stille – CD 1998 mit diversen anderen Künstlern
- VOX – CD 1997 mit diversen anderen Künstlern
- Schallplattenkonzert – CD 1993
- <Prison 1002-1> – LP 1989 mit Helmut Lemke
- Stück für Stück mit Ron Schmidt und Toto Thelosen – LP 1977

## Medien
- Dokumentarfilm: dageblieben. Der niederrheinische Künstler Claus van Bebber (69 Minuten; 2018). Die Filmemacherin Carla Gottwein hat Claus van Bebber über einen längeren Zeitraum mit der Kamera zu Konzerten begleitet. Darüber hinaus geben Gespräche, Archivalien, Relikte von Aktionen, Arbeitssituationen und Kunstwerke Einblicke in das Leben und Werk des niederrheinischen Künstlers.